# رحمت خدا بر آمریکا باد
« رحمت خدا بر آمریکا باد» تک‌آهنگی از هنرمند اهل ایالات متحده آمریکا لی گرینوود است که در سال ۱۹۸۴ میلادی منتشر شد.